# Hallen
Hallen est une localité de Suède située dans la commune d'Åre du comté de Jämtland. Elle couvre une superficie de 0,46 km2. En 2010, elle compte 203 habitants.